# Вресово
Вресово (болг. Вресово) — село в Болгарии. Находится в Бургасской области, входит в общину Руен. Население составляет 1019 человек (2022).

## Политическая ситуация
В местном кметстве Вресово, в состав которого входит Вресово, должность кмета (старосты) исполняет Хасан Иб Осман (Движение за права и свободы (ДПС)) по результатам выборов.
Кмет (мэр) общины Руен — Дурхан Мехмед Мустафа (Движение за права и свободы (ДПС)) по результатам выборов.